# Фёдор Иванович Боровский
Фёдор Иванович Боровский (ум. 1520/1521) — удельный князь Пинский (1501—1520) и Клецкий (ок. 1503—1520), единственный сын удельного князя Ивана Васильевича Боровского (ум. 1507) и Евдокии Фёдоровны Воротынской.

## Биография
Происходил из рода Серпуховского-Боровских князей. В 1498 году женился на Александре Семёновне Слуцкой (ум. 1518), дочери князя киевского Семёна Олельковича Слуцкого (ок. 1420—1470) и Марии Ивановны Гаштольд. После смерти Семёна Слуцкого его единственный сын Василий (ум. 1495) получил во владение от великого князя литовского Казимира Ягеллончика Пинское княжество. После смерти князя Василия Семёновича Пинском стала управлять его мать Мария Ивановна (урожденная Гаштольд). Еще при жизни своей тещи Фёдор Боровский подписывал грамоты «Я, князь Фёдор Иванович Ярославич», а после смерти Марии Ивановны в 1501 году стал править Пинском на правах отчича.
Деятельность Фёдора практически ограничивалась его уделом и соседним Клецком, где правил его отец Иван Васильевич. В 1503 году князь Фёдор Боровский участвовал в неудачном бою с татарами под Клецком. Литовские отряды под командованием князей Фёдора Ивановича Боровского, Юрия Ивановича Гольшанского и Григория Борисовича Глинского потерпели поражение от крымской орды.
В том же 1503 году князь Иван Васильевич Боровский передал Фёдору права на города Клецк, Давид-Городок и Рогачёв. Однако принимал ли Фёдор участие в Клецкой битве в 1506 году — неизвестно. В 1508 году Фёдор Иванович получил от великого князя литовского Сигизмунда Казимировича часть владений князя Михаила Львовича Глинского, отъехавшего в Москву.
В 1521 году удельный князь Фёдор Иванович Боровский скончался, не оставив после себя потомства. Свои владения (Пинск, Давид-Городок и Клецк) он завещал великому князю литовскому, таким образом они вошли в состав государственных имений. Вскоре их получила Бона Сфорца, жена с 1518 года польского короля и великого князя литовского Сигизмунда Старого.